# Meizodon regularis
Meizodon regularis — вид змій родини полозових (Colubridae). Мешкає в Африці на південь від Сахари.

## Поширення і екологія
Meizodon regularis поширені від південого Сенегалу і Гвінеї-Бісау на схід через Гвінею, Сьєрра-Леоне, Ліберію, Кот-д'Івуар, Гану, Того, Бенін, Нігерію, Камерун, Центральноафриканську Республіку і Чад до центральних районів Південного Судану, Ефіопії, Уганди і південно-західної Кенії. Вони живуть у вологих саванах, відносно сухих лісистих саванах та на високогірних луках. Зустрічаються на висоті до 2000 м над рівнем моря. Живляться ящірками і дрібними амфібіями. Відкладають яйця.